# Pont de la Tour
Ne doit pas être confondu avec Tower Bridge.
Le pont de la Tour est un pont français situé sur l'Isle, en Dordogne et en Haute-Vienne,,.
Le pont est composé de trois arches et deux avant-becs, servant également de refuge pour les piétons.

## Localisation
Le pont franchit l'Isle en limite des départements français de la Haute-Vienne et de la Dordogne. L'édifice se répartit entre trois communes. En amont, le cours de l'Isle se trouve en Haute-Vienne, sur les communes de Saint-Yrieix-la-Perche en rive gauche et sur celle du Chalard en rive droite. La petite île longue d'une quarantaine de mètres qui se trouve au nord-est du pont fait partie de Saint-Yrieix-la-Perche.
En aval, la rive droite est également située sur la commune du Chalard, alors que la rive opposée se trouve en Dordogne, sur la commune de Jumilhac-le-Grand.

## Historique
Le pont, qui permet la jonction entre le Limousin et le Périgord, date du XIVe siècle mais repose sur des bases plus anciennes.
Il est classé au titre des monuments historiques le 16 novembre 1984.

## Galerie

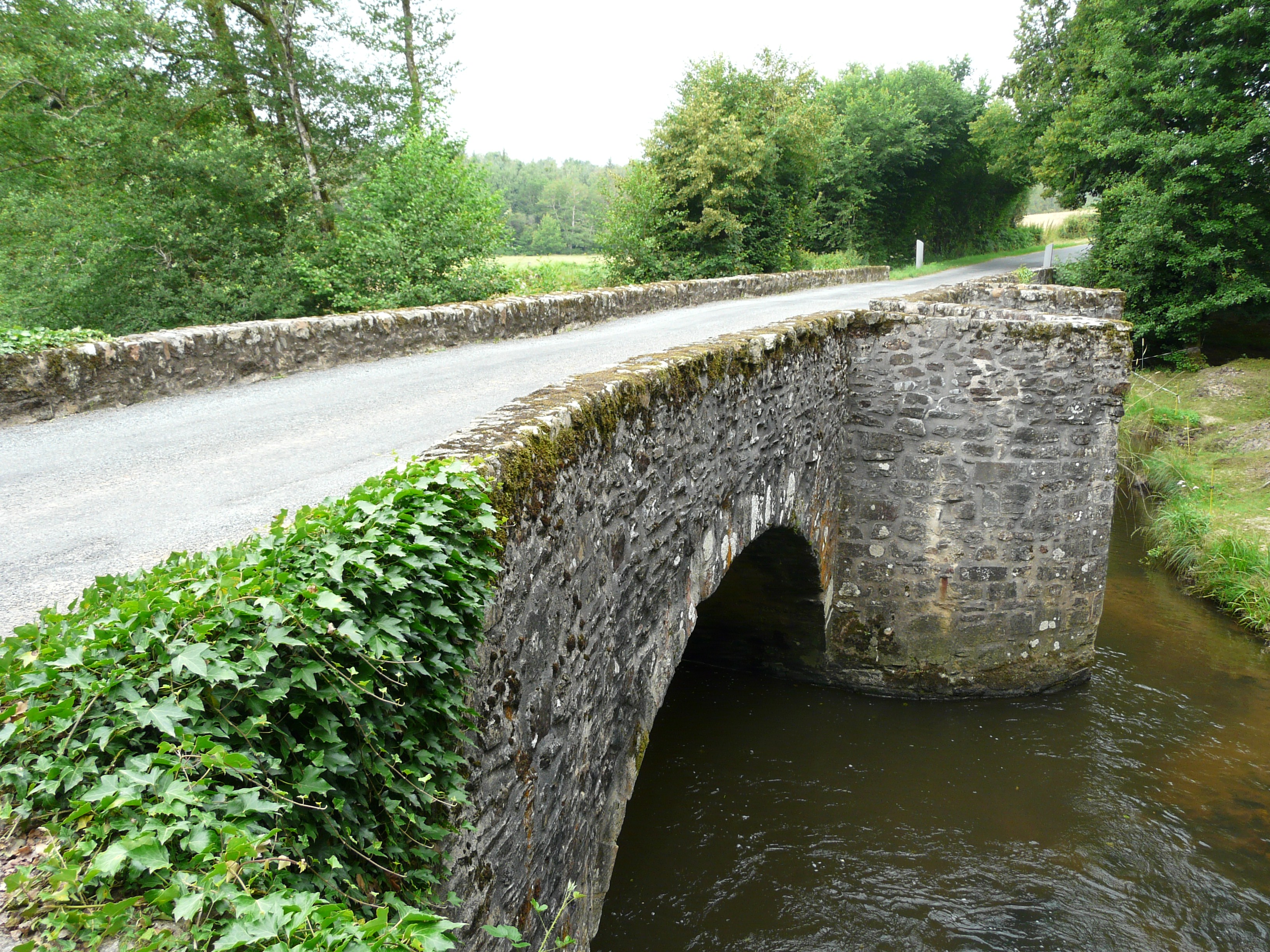
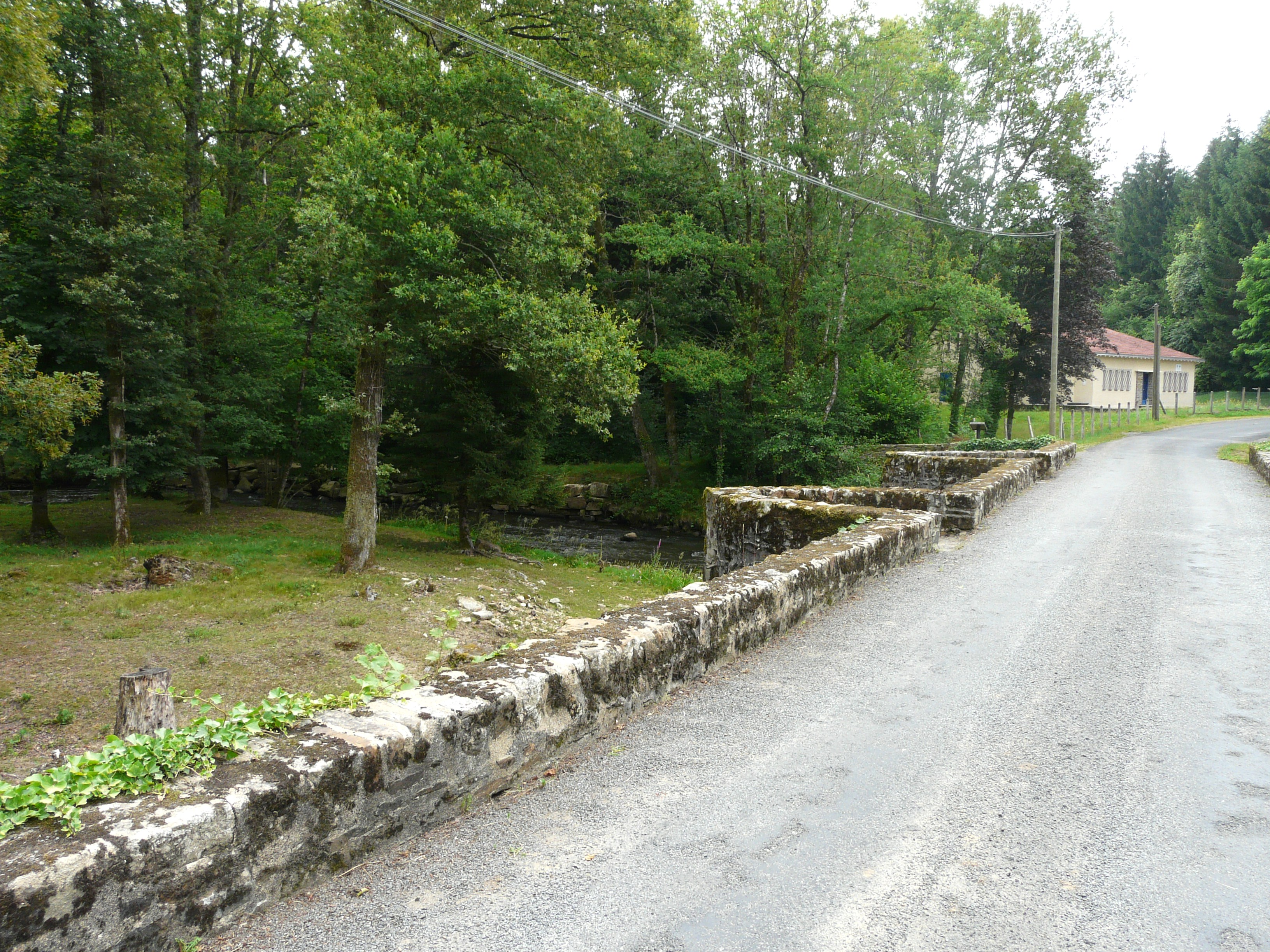
La chaussée
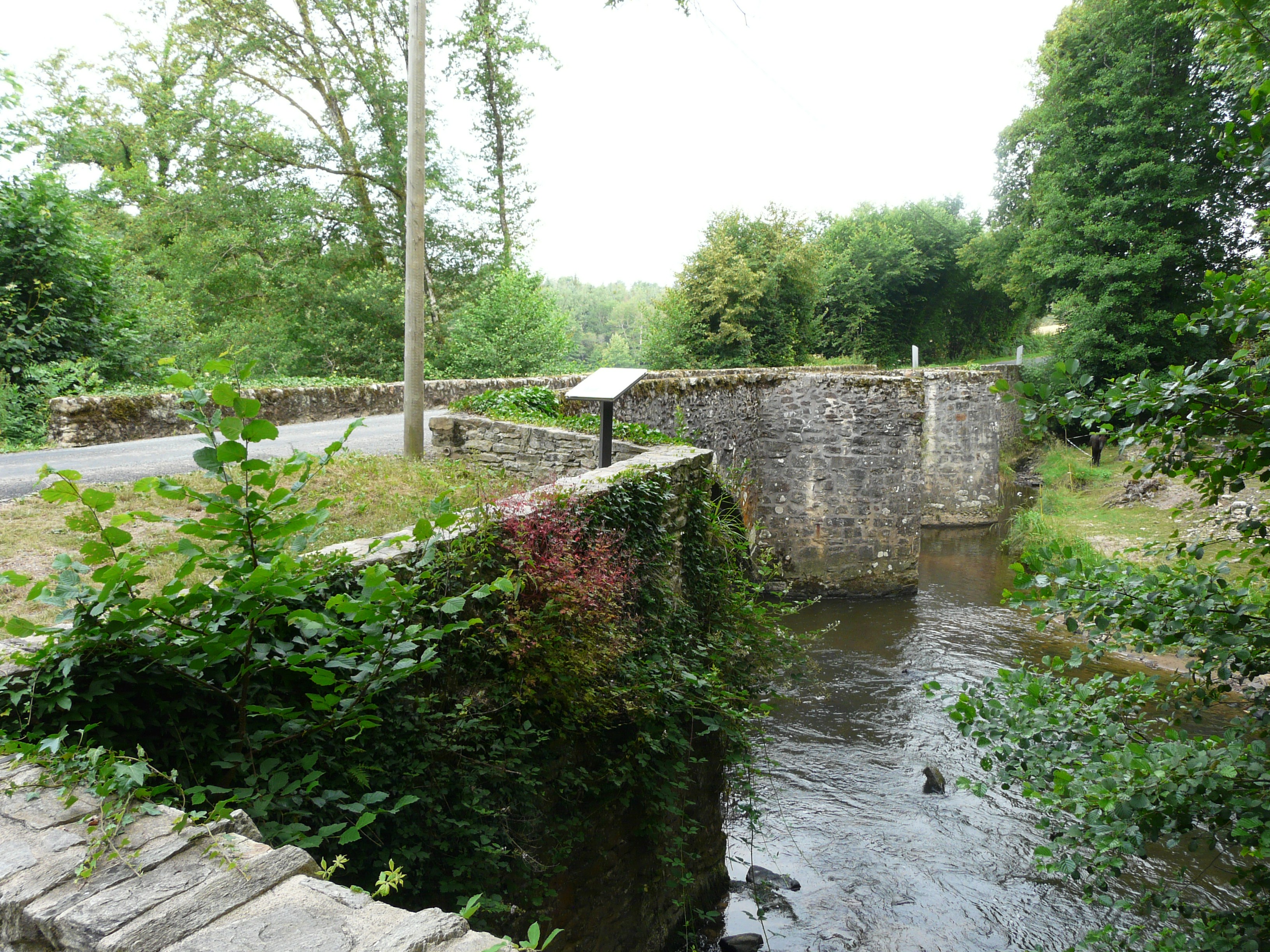
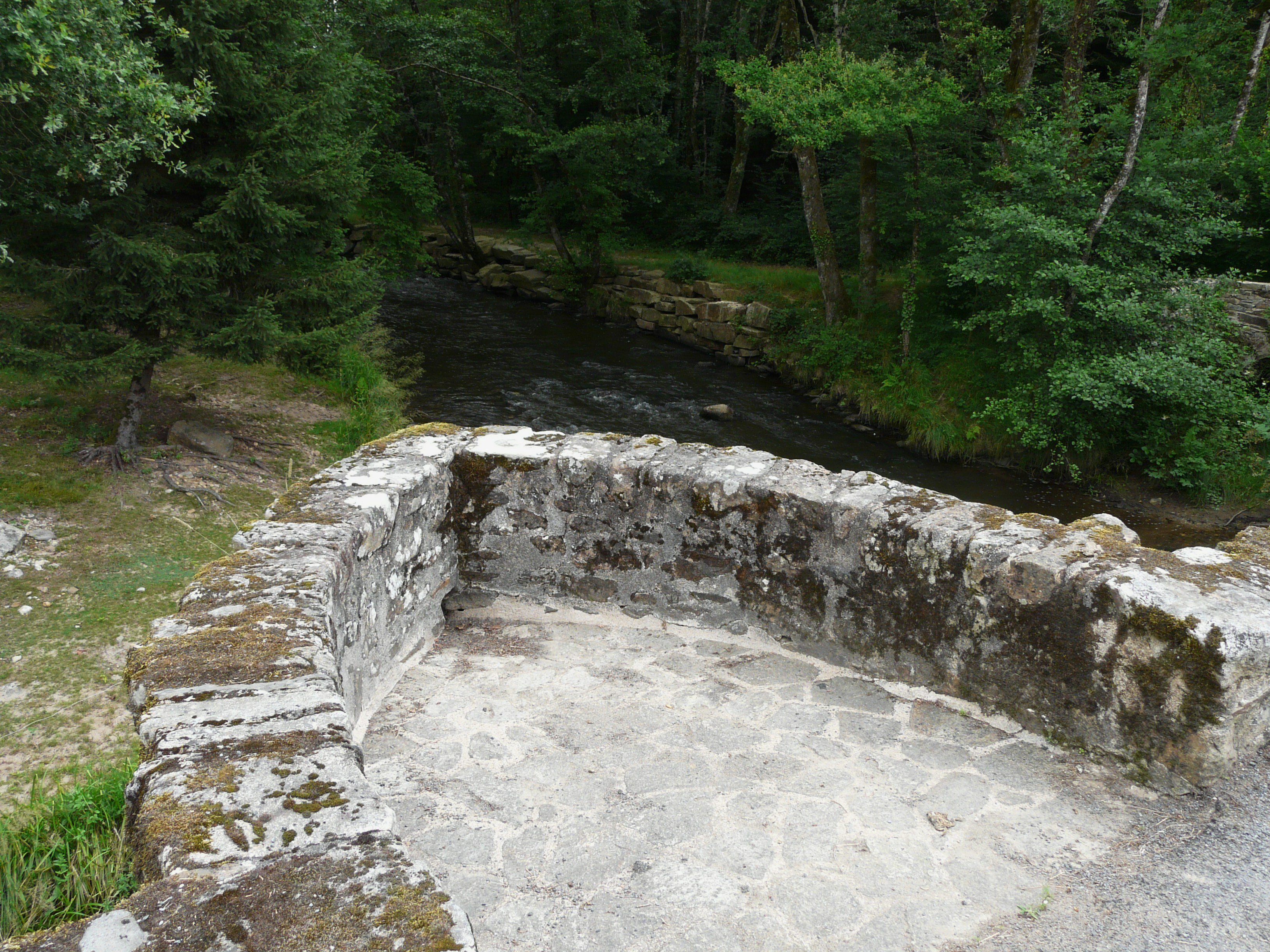
Un avant-bec